# 広橋光成
広橋 光成（ひろはし みつしげ）は、江戸時代後期の公卿。広橋伊光の孫、広橋胤定の子。官位は従一位。広橋家25代当主。

## 経歴
京都で誕生。寛政10年（1798年）2歳で従五位下、享和2年（1802年）元服し、従五位上。のち蔵人頭、左中弁、右中弁を歴任。文政7年（1824年）参議・右大弁、左大弁、文政11年（1828年）権中納言、弘化2年（1845年）正二位・権大納言と昇進を重ねる。
天保6年（1835年）議奏を経て、安政4年（1857年）武家伝奏となる。翌年、条約勅許問題では朝幕間の調停に努めた。その後も和宮降嫁などに腐心する。安政の大獄では処分を受けた。万延元年（1860年）11月23日、従一位。文久2年（1862年）准大臣に昇進するも、翌日に薨去した。

## 系譜
- 父：広橋胤定
- 母：葉室頼熈の娘
- 妻：飛鳥井雅之の娘
  - 女子：得子（1831-1894、土御門晴雄室）
  - 女子：千鶴（1843-1934、三条西公允室）
- 妻：久世理子
  - 女子：康子（葉室長順室）
  - 女子：婦美子（千家尊澄室）
- 生母不明の子女
  - 男子：広橋胤保（1819-1876）
  - 女子：義子（五条為定室）